# Habronattus viridipes
Habronattus viridipes là một loài nhện trong họ Salticidae.
Loài này thuộc chi Habronattus. Habronattus viridipes được Nicholas Marcellus Hentz miêu tả năm 1846.